# Coco Steel & Lovebomb
Coco Steel & Lovebomb is een Britse band die een mix maakt van van House, Deep house en Lounge. De leden van de groep zijn producers Christopher Mellor en Craig Woodrow en zangeres Helene Stokes. De groep was vooral in de jaren negentig actief. Mellor is ook solo actief geweest in diverse projecten. Hier opereert hij meestal onder de naam Chris Coco.

## Geschiedenis
Chris Mellor, afkomstig uit Sussex, raakt aan het einde van de jaren tachtig betrokken bij de dancescene. In de club Zap in Brighton is hij actief als DJ. Als onderdeel van het groepje Honey verschijnen er in 1987 een handvol singles. In datzelfde jaar brengt hij met enkele van zijn medeproducers als Coco Steel & Lovebomb de EP Crucifixion Of DONNY uit. In de beginjaren is het een project waarbij Mellor de enige constante is. Na 1990 bouwt hij dit project echter uit tot een act producer Craig Woodrow komt hem versterken en Helene Stokes, de vriendin van Mellor doet de vocalen. Met de track Feel it (1992) weet de groep door te breken. Het leidt tot een deal met Warp Records, waar ze in 1994 hun debuutalbum It! uitbrengen. Woodrow verdwijnt daarna weer uit beeld. Hierna verhuizen ze naar Other Records waar in 1997 het meer downtempo New World uitkomt. Een jaar later zetten ze dit voor met Sun Set. In 1999 verschijnt er een verzamelaar met remixes van oudere tracks. Een succesje daarvan komt met een remix van het nummer Yachts. Door een remix van A man called Adam verschijnt het nummer op veel loungecompilaties in deze periode.
Na 2000 komt Coco Steel & Lovebomb in de ijskast te staan. Mellor stort zich vanaf dan in enkele andere projecten. Zo produceert hij enkele singles met StoneBridge en met Rui da Silva vormt hij het project Coco Da Silva. Ook heeft hij van 2002 en 2006 heeft hij de After hours show op de BBC en werkt hij als redacteur bij het tijdschrift DJMag. In 2002 verschijnt zijn solodebuut Next Wave dat voortgaat in de bekende weg. Opvallend is daarbij het nummer Sunday Morning dat is opgenomen met Nick Cave. Heel wat anders is het album Remasterpiece met de klassiek muzikant Sacha Puttnam. Op dit album bewerkte hij klassieke tracks tot ambientversies. Later verschijnen nog de albums Heavy Mellow, Feel free, Live good (2010) en Freedom Street (2012). In 2007 richtte hij met Micky Buccheri en Nicolas Cornu de groep City Reverb op. Hierin begaf hij zich meer op het terrein van pop/rock met invloeden uit zijn danceverleden. In eigen beheer werd het album [Lost City Folk And The] Grace Reunion (2008) uitgebracht. Coco richtte ook het label Melodica Records op.
In 2014 wordt Coco Steel & Lovebomb weer nieuw leven ingeblazen. Op The Chillout Album is ook Chris Woodrow weer aanwezig.

## Discografie
Coco Steel & Lovebomb
Singles
- Crucifixion Of DONNY (1987)
- T.S.O.E. (The Sound Of Europe) (1988)
- Frenzy (1989)
- Feel It (1991)
- Touch It (1991)
- You Can't Stop The Groove (Parts 1-4) (1992)
- Jet Cadett (1992)
- Work It / Run Free (1993)
- Summer Rain (1994)
- Set Me Free! (1994)
- CSL RMX EP1 (1996)
- Park Central / Great Ocean Road (1997)
- Great Ocean Road (ft. A man called Adam) (1998)
- Yachts (A man called Adam remix) (1999)

Albums
- It! (1994)
- New World (1997)
- Sun Set (1998)
- Remixed (1999)
- The Chillout Album (2014)

Chris Coco
Singles
- Sounds Of Slackness -  (Yoo Hoo It's) Picture Time (1995)
- La Isla (1998)
- Ambisonic - Coisa Nossa / Close My Eyes (2000)
- Coco Da Silva - Lost (2000)
- Coco Da Silva - @Night (2001)
- All Of My Beautiful Friends (2001)
- Coco Da Silva - Saudade (2001)
- Albatross (2002)
- Coco Da Silva - This Time You're Mine (2002)
- Falling (2002)
- Only Love (2002)
- Lost Angels (2002)
- Coco Da Silva - The Shiva Chant (2003)
- Evidence EP (2006)
- Summertime (2009)
- Nightdance EP (ft. Pete Gooding) (2010)
- Believe (ft. Pete Gooding) (2011)
- Coco Da Silva - Don't Say Nothing EP  (2001)
- Holiday (2011)

Albums
- Next Wave (2002)
- Remasterpiece (ft. Sacha Puttnam) (2004)
- Heavy Mellow (2005)
- City Reverb - [Lost City Folk And The] Grace Reunion (2008)
- Feel Free Live Good (2010)
- Freedom Street (2012)